# TJ Modeta Jihlava
TJ Modeta Jihlava (celým názvem: Tělovýchovná jednota Modeta Jihlava) byl český fotbalový klub, který sídlil v Jihlavě. Založen byl 25. června 1910 jako SK Jihlava a zanikl roku 1995 sloučením s FC Spartak PSJ Jihlava do Spartak PSJ Motorpal Jihlava. Svá utkání hrál ve fotbalovém areálu v Březinových sadech v Jihlavě.

## Historické názvy
Zdroj:
- 1910 – SK Jihlava (Sportovní klub Jihlava)
- 1948 – Sokol Modeta Jihlava
- 1949 – ZSJ Modeta Jihlava (Závodní sokolská jednota Modeta Jihlava)
- 1953 – DSO Jiskra Modeta Jihlava (Dobrovolná sportovní organisace Jiskra Modeta Jihlava)
- 1956 – TJ Tatran Jihlava (Tělovýchovná jednota Tatran Jihlava)
- 1958 – TJ Dynamo Jihlava (Tělovýchovná jednota Dynamo Jihlava)
- 1962 – fúze s RH Jihlava, název nezměněn
- 1973 – TJ Modeta Jihlava (Tělovýchovná jednota Modeta Jihlava)
- 1990 – SK Jihlava (Sportovní klub Jihlava)
- 1993 – SKF Jihlava (Sportovní klub Fotbal Jihlava)
- 1995 – zánik sloučením s FC Spartak PSJ Jihlava do Spartak PSJ Motorpal Jihlava

## Stručná historie
Do roku 1924 byl oddíl členem Bradovy západomoravské župy footballové, poté se účastnil soutěží východočeské župy (v I. B třídě). Od sezony 1938/39 se vrátil do I. A třídy BZMŽF (3. nejvyšší soutěž), kterou opustil po sezoně 1941/42.

### Úspěchy
Největším úspěchem klubu byla účast ve 2. nejvyšší soutěži (1951 a 1952).

### Známí fotbalisté
Mezi nejznámější hráče, kteří v klubu působili, patřili Miroslav Vítů (1973 – 1978, hrající trenér), František Vítů (1975 – 1978), Rudolf Pelikán (1974 – 1977) či Miloslav Kukla (1976/77). S fotbalem zde začínali mj. brankář Milan Švenger st. a Marek Zúbek.

### Perleťový pohár
Třikrát se účastnil Perleťového poháru v Žirovnici (1937, 1950 a 1975), pokaždé obsadil 3. místo.

## Umístění v jednotlivých sezonách
Legenda: Z – zápasy, V – výhry, R – remízy, P – porážky, VG – vstřelené góly, OG – obdržené góly, +/− – rozdíl skóre, B – body, červené podbarvení – sestup, zelené podbarvení – postup, fialové podbarvení – reorganizace, změna skupiny či soutěže
| Československo (1938 – 1939)             |                                                             |                                                             |                                                             |                                                             |                                                             |                                                             |                                                             |                                                             |                                                             |                                                             |                                                             |
| Sezóny                                   | Liga                                                        | Úroveň                                                      | Z                                                           | V                                                           | R                                                           | P                                                           | VG                                                          | OG                                                          | +/−                                                         | B                                                           | Pozice                                                      |
| 1938/39                                  | I. A třída BZMŽF                                            | 3                                                           | 26                                                          | ...                                                         | ...                                                         | ...                                                         | ...                                                         | ...                                                         | ...                                                         |                                                             |                                                             |
| Protektorát Čechy a Morava (1939 – 1945) |                                                             |                                                             |                                                             |                                                             |                                                             |                                                             |                                                             |                                                             |                                                             |                                                             |                                                             |
| Sezóna                                   | Liga                                                        | Úroveň                                                      | Z                                                           | V                                                           | R                                                           | P                                                           | VG                                                          | OG                                                          | +/−                                                         | B                                                           | Pozice                                                      |
| 1939/40                                  | I. A třída BZMŽF                                            | 3                                                           | 30                                                          | 13                                                          | 5                                                           | 12                                                          | 109                                                         | 97                                                          | +12                                                         | 31                                                          | 7.                                                          |
| 1940/41                                  | I. A třída BZMŽF                                            | 3                                                           | 30                                                          | ...                                                         | ...                                                         | ...                                                         | ...                                                         | ...                                                         | ...                                                         |                                                             |                                                             |
| 1941/42                                  | I. A třída BZMŽF                                            | 3                                                           | 23                                                          | 4                                                           | 1                                                           | 18                                                          | 50                                                          | 118                                                         | −68                                                         | 9                                                           | 14.                                                         |
| 1942/43                                  | I. B třída BZMŽF – II. okrsek                               | 4                                                           | 26                                                          | ...                                                         | ...                                                         | ...                                                         | ...                                                         | ...                                                         | ...                                                         |                                                             |                                                             |
| 1943/44                                  | I. B třída BZMŽF – II. okrsek                               | 4                                                           | 26                                                          | ...                                                         | ...                                                         | ...                                                         | ...                                                         | ...                                                         | ...                                                         |                                                             |                                                             |
| 1944/45                                  | Končila druhá světová válka, pravidelné soutěže se nehrály. | Končila druhá světová válka, pravidelné soutěže se nehrály. | Končila druhá světová válka, pravidelné soutěže se nehrály. | Končila druhá světová válka, pravidelné soutěže se nehrály. | Končila druhá světová válka, pravidelné soutěže se nehrály. | Končila druhá světová válka, pravidelné soutěže se nehrály. | Končila druhá světová válka, pravidelné soutěže se nehrály. | Končila druhá světová válka, pravidelné soutěže se nehrály. | Končila druhá světová válka, pravidelné soutěže se nehrály. | Končila druhá světová válka, pravidelné soutěže se nehrály. | Končila druhá světová válka, pravidelné soutěže se nehrály. |
| Československo (1945 – 1993)             |                                                             |                                                             |                                                             |                                                             |                                                             |                                                             |                                                             |                                                             |                                                             |                                                             |                                                             |
| Sezóny                                   | Liga                                                        | Úroveň                                                      | Z                                                           | V                                                           | R                                                           | P                                                           | VG                                                          | OG                                                          | +/−                                                         | B                                                           | Pozice                                                      |
| 1945/46                                  | I. B třída BZMŽF – II. okrsek                               | 4                                                           | 24                                                          | 16                                                          | 4                                                           | 4                                                           | 109                                                         | 36                                                          | +73                                                         | 36                                                          | 2.                                                          |
| 1946/47                                  | I. A třída BZMŽF – I. okrsek                                | 3                                                           | 22                                                          | 11                                                          | 5                                                           | 6                                                           | 79                                                          | 64                                                          | +15                                                         | 27                                                          | 5.                                                          |
| 1947/48                                  | I. A třída BZMŽF – I. okrsek                                | 3                                                           | 18                                                          | 5                                                           | 5                                                           | 8                                                           | 45                                                          | 63                                                          | −18                                                         | 15                                                          | 7.                                                          |
| 1948                                     | I. A třída ZMŽF – okrsek A                                  | 4                                                           | 11                                                          | 9                                                           | 1                                                           | 1                                                           | 35                                                          | 11                                                          | +24                                                         | 19                                                          | 1.                                                          |
| ...                                      |                                                             |                                                             |                                                             |                                                             |                                                             |                                                             |                                                             |                                                             |                                                             |                                                             |                                                             |
| 1951                                     | Krajská soutěž – Jihlava                                    | 2                                                           | 16                                                          | 9                                                           | 4                                                           | 5                                                           | 55                                                          | 44                                                          | +11                                                         | 22                                                          | 3.                                                          |
| 1952                                     | Krajský přebor – Jihlava                                    | 2                                                           | 22                                                          | 12                                                          | 3                                                           | 7                                                           | 92                                                          | 43                                                          | +38                                                         | 27                                                          | 3.                                                          |
| 1953                                     | Krajský přebor – Jihlava                                    | 3                                                           | 11                                                          | 4                                                           | 2                                                           | 5                                                           | 34                                                          | 38                                                          | −4                                                          | 10                                                          | 7.                                                          |
| 1954                                     | Krajský přebor – Jihlava                                    | 3                                                           | 18                                                          | 11                                                          | 4                                                           | 3                                                           | 56                                                          | 28                                                          | +28                                                         | 26                                                          | 2.                                                          |
| 1955                                     | Oblastní soutěž – sk. C                                     | 3                                                           | 22                                                          | 10                                                          | 2                                                           | 10                                                          | 54                                                          | 45                                                          | +9                                                          | 22                                                          | 6.                                                          |
| 1956                                     | Oblastní soutěž – sk. C                                     | 3                                                           | 22                                                          | 6                                                           | 4                                                           | 12                                                          | 42                                                          | 68                                                          | −26                                                         | 16                                                          | 11.                                                         |
| ...                                      |                                                             |                                                             |                                                             |                                                             |                                                             |                                                             |                                                             |                                                             |                                                             |                                                             |                                                             |
| 1958/59                                  | I. A třída Jihlavského kraje                                | 4                                                           | 26                                                          | 20                                                          | 3                                                           | 3                                                           | 75                                                          | 25                                                          | +50                                                         | 43                                                          | 2.                                                          |
| 1959/60                                  | I. A třída Jihlavského kraje                                | 4                                                           | 26                                                          | ...                                                         | ...                                                         | ...                                                         | ...                                                         | ...                                                         | ...                                                         |                                                             |                                                             |
| 1960/61                                  | I. třída Jihomoravského kraje – sk. A                       | 4                                                           | 26                                                          | 14                                                          | 3                                                           | 9                                                           | 74                                                          | 55                                                          | +19                                                         | 31                                                          | 5.                                                          |
| 1961/62                                  | I. třída Jihomoravského kraje – sk. A                       | 4                                                           | 26                                                          | 7                                                           | 5                                                           | 14                                                          | 48                                                          | 69                                                          | −21                                                         | 19                                                          | 12.                                                         |
| 1962/63                                  | Jihomoravský krajský přebor                                 | 3                                                           | 26                                                          | 5                                                           | 3                                                           | 18                                                          | 29                                                          | 72                                                          | −43                                                         | 13                                                          | 13.                                                         |
| 1963/64                                  | I. A třída Jihomoravského kraje – sk. A                     | 4                                                           | 26                                                          | 10                                                          | 8                                                           | 8                                                           | 49                                                          | 43                                                          | +6                                                          | 28                                                          | 6.                                                          |
| 1964/65                                  | I. A třída Jihomoravského kraje – sk. A                     | 4                                                           | 26                                                          | 13                                                          | 1                                                           | 12                                                          | 49                                                          | 56                                                          | −7                                                          | 27                                                          | 7.                                                          |
| 1965/66                                  | I. A třída Jihomoravské oblasti – sk. A                     | 5                                                           | 26                                                          | 9                                                           | 2                                                           | 15                                                          | 43                                                          | 54                                                          | −11                                                         | 20                                                          | 12.                                                         |
| 1966/67                                  | I. B třída Jihomoravského kraje – sk. A                     | 6                                                           | 21                                                          | 14                                                          | 3                                                           | 4                                                           | 74                                                          | 29                                                          | +45                                                         | 31                                                          | 2.                                                          |
| 1967/68                                  | I. B třída Jihomoravského kraje – sk. A                     | 6                                                           | 26                                                          | 16                                                          | 4                                                           | 6                                                           | 72                                                          | 31                                                          | +41                                                         | 36                                                          | 2.                                                          |
| 1968/69                                  | I. B třída Jihomoravského kraje – sk. A                     | 6                                                           | 26                                                          | 22                                                          | 1                                                           | 3                                                           | 99                                                          | 28                                                          | +71                                                         | 45                                                          | 1.                                                          |
| 1969/70                                  | I. A třída Jihomoravského kraje – sk. A                     | 6                                                           | 26                                                          | 15                                                          | 7                                                           | 4                                                           | 79                                                          | 24                                                          | +55                                                         | 37                                                          | 3.                                                          |
| 1970/71                                  | I. A třída Jihomoravského kraje – sk. A                     | 6                                                           | 26                                                          | 19                                                          | 5                                                           | 2                                                           | 89                                                          | 23                                                          | +66                                                         | 43                                                          | 1.                                                          |
| 1971/72                                  | Jihomoravský župní přebor                                   | 5                                                           | 26                                                          | 11                                                          | 7                                                           | 8                                                           | 54                                                          | 32                                                          | +22                                                         | 29                                                          | 7.                                                          |
| 1972/73                                  | Jihomoravský krajský přebor                                 | 5                                                           | 30                                                          | 18                                                          | 5                                                           | 7                                                           | 51                                                          | 32                                                          | +19                                                         | 41                                                          | 1.                                                          |
| 1973/74                                  | Divize D                                                    | 4                                                           | 30                                                          | 8                                                           | 11                                                          | 11                                                          | 41                                                          | 39                                                          | +2                                                          | 27                                                          | 14.                                                         |
| 1974/75                                  | Divize D                                                    | 4                                                           | 30                                                          | 7                                                           | 12                                                          | 11                                                          | 24                                                          | 32                                                          | −8                                                          | 26                                                          | 12.                                                         |
| 1975/76                                  | Divize D                                                    | 4                                                           | 30                                                          | 12                                                          | 7                                                           | 11                                                          | 30                                                          | 38                                                          | −8                                                          | 31                                                          | 8.                                                          |
| 1976/77                                  | Divize D                                                    | 4                                                           | 30                                                          | 12                                                          | 5                                                           | 13                                                          | 41                                                          | 45                                                          | −4                                                          | 29                                                          | 9.                                                          |
| 1977/78                                  | Divize D                                                    | 3                                                           | 30                                                          | 8                                                           | 9                                                           | 13                                                          | 34                                                          | 51                                                          | −17                                                         | 25                                                          | 14.                                                         |
| 1978/79                                  | Divize D                                                    | 3                                                           | 30                                                          | 5                                                           | 7                                                           | 18                                                          | 16                                                          | 41                                                          | −25                                                         | 17                                                          | 16.                                                         |
| 1979/80                                  | Jihomoravský krajský přebor                                 | 4                                                           | 30                                                          | 11                                                          | 6                                                           | 13                                                          | 47                                                          | 39                                                          | +8                                                          | 28                                                          | 12.                                                         |
| 1980/81                                  | Jihomoravský krajský přebor                                 | 4                                                           | 30                                                          | 9                                                           | 9                                                           | 12                                                          | 39                                                          | 50                                                          | −11                                                         | 27                                                          | 11.                                                         |
| 1981/82                                  | Jihomoravský krajský přebor                                 | 5                                                           | 30                                                          | 10                                                          | 8                                                           | 12                                                          | 34                                                          | 34                                                          | 0                                                           | 28                                                          | 10.                                                         |
| 1982/83                                  | Jihomoravský krajský přebor                                 | 5                                                           | 30                                                          | 1                                                           | 7                                                           | 22                                                          | 15                                                          | 77                                                          | −62                                                         | 9                                                           | 16.                                                         |
| 1983/84                                  | Jihomoravský krajský přebor – sk. A                         | 5                                                           | 26                                                          | 16                                                          | 7                                                           | 3                                                           | 42                                                          | 17                                                          | +25                                                         | 39                                                          | 2.                                                          |
| 1984/85                                  | Jihomoravský krajský přebor – sk. A                         | 5                                                           | 26                                                          | 19                                                          | 3                                                           | 4                                                           | 68                                                          | 20                                                          | +48                                                         | 41                                                          | 1.                                                          |
| 1985/86                                  | Divize D                                                    | 4                                                           | 30                                                          | 10                                                          | 8                                                           | 12                                                          | 37                                                          | 34                                                          | +3                                                          | 28                                                          | 8.                                                          |
| 1986/87                                  | Divize D                                                    | 4                                                           | 30                                                          | 9                                                           | 6                                                           | 15                                                          | 38                                                          | 54                                                          | −16                                                         | 24                                                          | 15.                                                         |
| 1987/88                                  | Jihomoravský krajský přebor                                 | 5                                                           | 26                                                          | 14                                                          | 5                                                           | 7                                                           | 56                                                          | 31                                                          | +25                                                         | 27                                                          | 4.                                                          |
| 1988/89                                  | Jihomoravský krajský přebor                                 | 5                                                           | 26                                                          | 9                                                           | 6                                                           | 11                                                          | 37                                                          | 36                                                          | +1                                                          | 24                                                          | 7.                                                          |
| 1989/90                                  | Jihomoravský krajský přebor                                 | 5                                                           | 26                                                          | 10                                                          | 2                                                           | 14                                                          | 39                                                          | 53                                                          | −14                                                         | 22                                                          | 13.                                                         |
| 1990/91                                  | Jihomoravský krajský přebor                                 | 5                                                           | 30                                                          | 5                                                           | 4                                                           | 21                                                          | 30                                                          | 69                                                          | −39                                                         | 14                                                          | 16.                                                         |
| 1991/92                                  | Jihomoravský župní přebor                                   | 5                                                           | 26                                                          | 8                                                           | 4                                                           | 14                                                          | 25                                                          | 43                                                          | −18                                                         | 20                                                          | 13.                                                         |
| 1992/93                                  | I. A třída Jihomoravské župy – sk. B                        | 6                                                           | 26                                                          | 12                                                          | 3                                                           | 11                                                          | 39                                                          | 34                                                          | +5                                                          | 27                                                          | 4.                                                          |
| Česko (1993 – 1995)                      |                                                             |                                                             |                                                             |                                                             |                                                             |                                                             |                                                             |                                                             |                                                             |                                                             |                                                             |
| Sezóna                                   | Liga                                                        | Úroveň                                                      | Z                                                           | V                                                           | R                                                           | P                                                           | VG                                                          | OG                                                          | +/−                                                         | B                                                           | Pozice                                                      |
| 1993/94                                  | I. A třída Jihomoravské župy – sk. B                        | 6                                                           | 26                                                          | 11                                                          | 6                                                           | 9                                                           | 42                                                          | 28                                                          | +14                                                         | 26                                                          | 7.                                                          |
| 1994/95                                  | I. A třída Jihomoravské župy – sk. B                        | 6                                                           | 26                                                          | 11                                                          | 6                                                           | 9                                                           | 39                                                          | 27                                                          | +8                                                          | 39                                                          | 5.                                                          |

Poznámky:
- 1941/42: Soutěž byla ukončena v neděli 2. srpna 1942.[9] Poslední zápas ročníku, po němž měla všechna mužstva shodný počet 23 odehraných utkání, se hrál v neděli 16. srpna 1942 v Hodoníně a domácí SK Moravia v něm prohrála s SK Bystrc 1:3 (poločas 1:0).[39]
- 1953: Soutěž byla hrána jednokolově.
- 1962/63: Mužstvo Dynama Jihlava získalo svoje místo fúzí s Rudou hvězdou Jihlava po skončení ročníku 1961/62.
- 1964/65: Po sezoně proběhla reorganizace nižších soutěží. Stránky Baníku Zbýšov uvádí skóre 50:57,[23] deník Rovnost uvádí 49:56.[24]
- 1966/67: Chybí výsledek posledního utkání.[28]
- 1971/72: Po sezoně proběhla reorganizace krajských soutěží (konec žup, návrat krajů).
- 1976/77: Po sezoně proběhla reorganizace nižších soutěží.
- 1980/81: Po sezoně proběhla reorganizace nižších soutěží.
- 1982/83: Po sezoně proběhla reorganizace krajských soutěží.
- 1984/85: V kvalifikaci o divizní příslušnost porazil TJ Spartak Hulín (vítěz skupiny B), podrobnosti jsou v poznámkách zde.
- 1985/86: Po sezoně proběhla reorganizace krajských soutěží.
- 1987/88: Mužstvu Modety Jihlava bylo odečteno 6 bodů.
- 1990/91: Po sezoně proběhla reorganizace nižších soutěží (konec krajů, návrat žup). Vzhledem k tomu v tomto ročníku nesestoupilo žádné mužstvo.
- 1993/94: Mužstvu SKF Jihlava byly odečteny 2 body.
- 1994/95: Místo v I. A třídě Jihomoravské župy 1995/96 zaujalo nově založené B-mužstvo Vysočiny

## TJ Modeta Jihlava „B“
TJ Modeta Jihlava „B“ byl rezervním týmem Modety Jihlava, který se pohyboval v krajských a okresních soutěžích.

### Umístění v jednotlivých sezonách
Legenda: Z – zápasy, V – výhry, R – remízy, P – porážky, VG – vstřelené góly, OG – obdržené góly, +/− – rozdíl skóre, B – body, červené podbarvení – sestup, zelené podbarvení – postup, fialové podbarvení – reorganizace, změna skupiny či soutěže
| Československo (1977 – 1978) |                                         |        |    |   |   |    |    |    |     |   |        |
| Sezóny                       | Liga                                    | Úroveň | Z  | V | R | P  | VG | OG | +/− | B | Pozice |
| 1977/78                      | I. A třída Jihomoravského kraje – sk. A | 5      | 26 | 1 | 3 | 22 | 14 | 72 | −58 | 5 | 14.    |